# Linkbuilding
Linkbuilding (også kendt som linkopbygning) er en praksis inden for søgemaskineoptimering (SEO), hvor målet er at opbygge eksterne links til en hjemmeside for at forbedre dens rangering i søgeresultaterne. Dette gøres ved at opbygge et stærkt netværk af kvalitetslinks fra andre relevante og autoritative hjemmesider.
Linkbuilding kan være en tid- og ressourceskrævende proces, men er ofte afgørende for at opnå en højere placering i søgeresultaterne og dermed øge synligheden og trafikken til en hjemmeside. Det er vigtigt at fokusere på kvaliteten af de links, man opbygger, i stedet for kvantiteten, da søgemaskiner såsom Google begyndte at straffe hjemmesider, der benytter sig af spammetodikker eller opbygger lavkvalitetslinks.
Der er mange måder at opbygge links på, herunder gennem indholdsmarkedsføring, gæsteblogging, erhvervelse af sponsored links og ved at tage del i online samfund og diskussioner. Det er vigtigt at overholde søgemaskinernes retningslinjer for linkbuilding og undgå at engagere sig i manipulative eller ulovlige metoder, da dette kan føre til en penalisering eller afstraffelse af ens hjemmeside.